# Cestero

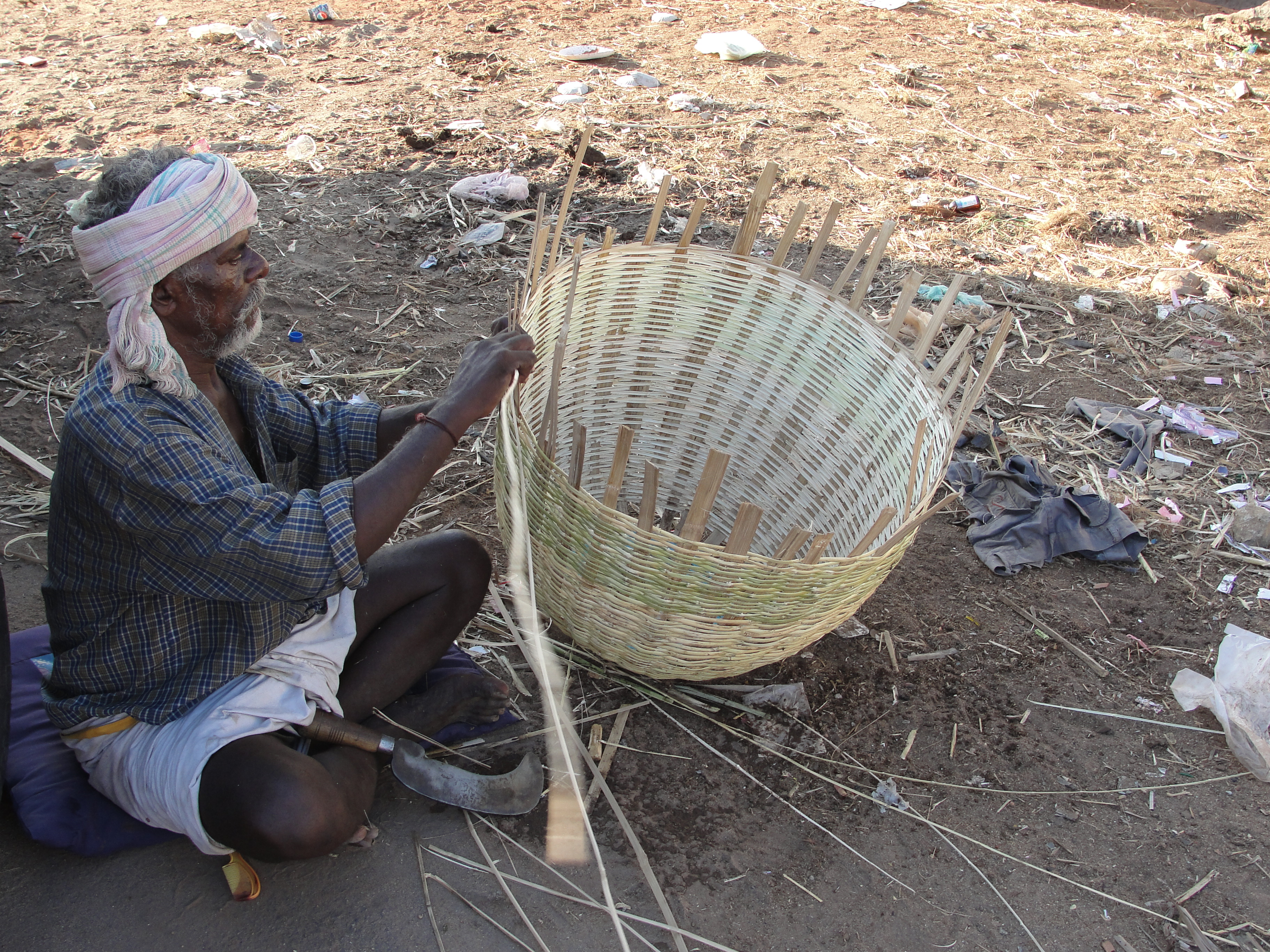
Artesano elaborando una cesta.

Se denomina cestero o cestera a la persona que hace o vende cestos o cestas fabricados con mimbre, cinta de castaño, de roble o de avellano, bambú u otros materiales de origen vegetal. 
Para hacer trabajos de cestería, el cestero después de haber preparado el material, hidratándolo para que adquiera flexibilidad, hace la armadura con las piezas de mayor tamaño y grosor y algunas veces usando trozos de madera trabajados. A partir de ahí, completa el armazón a intervalos con cintas o piezas más delgadas y más flexibles, trabándolas para que el objeto vaya alcanzando solidez.